# Eisenbahnsignale in Belgien
Die Eisenbahnsignale in Belgien regeln den Eisenbahnverkehr auf dem normalspurigen staatlichen belgischen Streckennetz von Infrabel.

## Lichtsignale

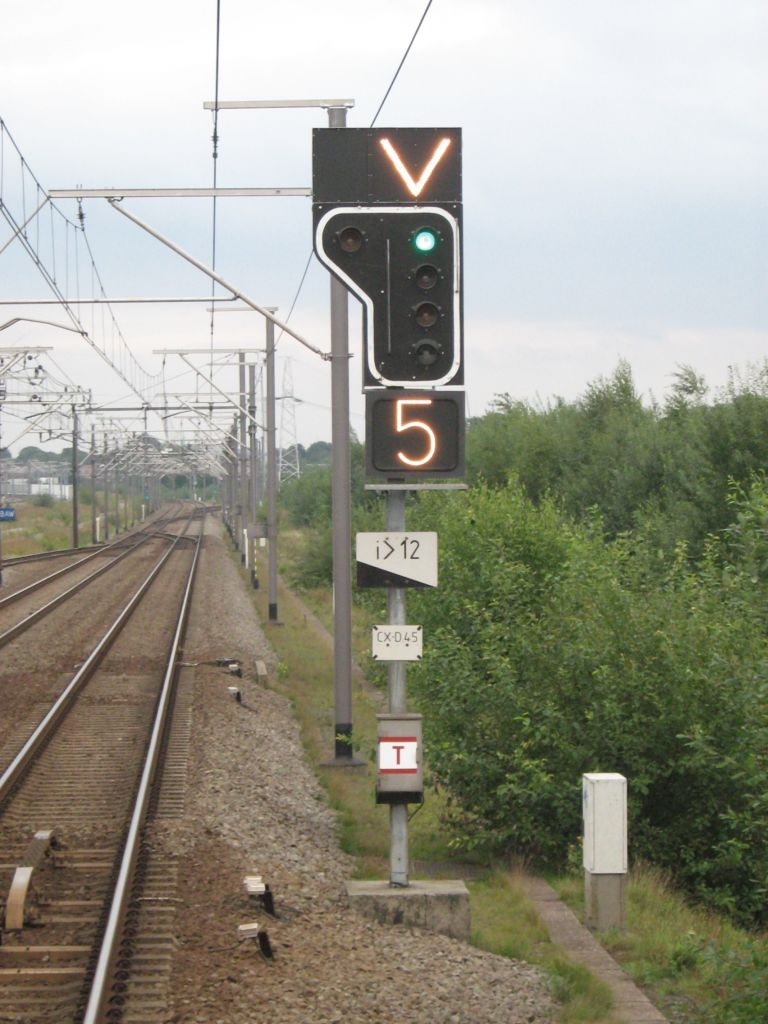
Lichtsignal, das Langsamfahrt mit 50 km/h und einen Wechsel vom Gegengleis auf das Regelgleis signalisiert.

Die Lichtsignale in Belgien sind als Mehrabschnittssignale konzipiert und vereinen Hauptsignal- und Vorsignalfunktion in einem Signalschirm. Die zulässige Geschwindigkeit wird durch Zusatzanzeiger signalisiert. Die Signale sind auf allen Belgischen Eisenbahnstrecken zu finden mit Ausnahme der Schnellfahrstrecken, auf denen eine Führerraumsignalisierung angewandt wird.
Bei der Belgischen Eisenbahn wird zwischen zwei Arten von Fahrzeugbewegungen unterschieden, den großen Bewegungen (frz.: grand mouvement) die dem Begriff der Zugfahrten im deutschsprachigen Raum entsprechen, sowie den kleinen Bewegungen (frz.: petit mouvement), die eher dem Begriff der Rangierfahrten im deutschsprachigen Raum entsprechen. Letztere sind auf maximal 40 km/h begrenzt und werden auf Sicht ausgeführt. Auf zweigleisigen Strecken wird außerdem bei großen Bewegungen zwischen der Fahrt auf dem Regelgleis (frz.: régime de voie normale), d. h. auf dem linken Gleis, sowie der Fahrt auf dem Gegengleis (frz.: régime de contre-voie) unterschieden.
Die Signalbilder der Lichtsignale sind folgende:
| Signalbild Regelgleis | Bedeutung | Signalbild Gegengleis |
| --------------------- | --- | --------------------- |
| oder                  | Grün: Erlaubt die Vorbeifahrt am Signal als große Bewegung, ein ggf. folgendes Signal zeigt ebenfalls einen Fahrtbegriff für große Bewegungen (grün, grün-gelb-horizontal, grün-gelb-vertikal) an und eine Reduzierung der Geschwindigkeit ist daher nicht erforderlich.                                                          | oder                  |
|                       | Doppelt gelb: Erlaubt die Vorbeifahrt am Signal als große Bewegung, aber das folgende Signal zeigt entweder den Haltbegriff (rot), Weiterfahrt als kleine Bewegung (rot-weiß) oder der Signalbegriff des folgenden Signals ist unbekannt.                                                                                         |                       |
| oder                  | Rot: Halt vor dem Signal für große und kleine Bewegungen. | oder                  |
|                       | Grün-gelb-horizontal: Erlaubt die Vorbeifahrt am Signal als große Bewegung, aber das folgende Signal darf nur mit reduzierter Geschwindigkeit passiert werden. |                       |
|                       | Grün-gelb-vertikal: Erlaubt die Vorbeifahrt am Signal als große Bewegung, das folgende Signal zeigt entweder gelb-gelb oder grün-gelb-horizontal an und der Signalabstand zwischen dem folgenden und dem übernächsten Signal ist geringer als der Bremswegabstand, so dass der Zug bereits vor dem folgenden Signal bremsen muss. |                       |
| oder                  | Rot-weiß: Erlaubt die Vorbeifahrt am Signal als kleine Bewegung. | oder                  |

Die Lichtsignale können mit folgenden Zusatzanzeigern ausgestattet sein:
- Winkel (frz.: chevron), ein oben offenes, weißes Dreieck, das sich oberhalb des Signalschirms befindet: Zeigt einen Wechsel vom Regelgleis auf das Gegengleis bzw. vom Gegengleis auf das Regelgleis an.
- U (frz.: voie en impasse), ein oben offenes, weißes Rechteck, das sich oberhalb des Signalschirms befindet: Zeigt die Einfahrt in ein Stumpfgleis an.
- eine weiße Zahl, die unterhalb des Signalschirms angezeigt wird: Gibt eine reduzierte Höchstgeschwindigkeit an, die ab dem Signal gilt. Die Zahl, multipliziert mit 10, ergibt die erlaubte Höchstgeschwindigkeit in km/h.
- eine gelbe Zahl, die oberhalb des Signalschirms angezeigt wird: Gibt eine reduzierte Höchstgeschwindigkeit an, die ab dem folgenden Signal gilt (bei den Signalbildern grün-gelb-horizontal und grün-gelb-vertikal). Die Zahl, multipliziert mit 10, ergibt die erlaubte Höchstgeschwindigkeit in km/h.
- eine schwarze Zahl auf einem weißen dreieckigen Schild, das am Signalmast angebracht ist: Gibt die geringste reduzierte Höchstgeschwindigkeit an, die ab dem folgenden Signal gelten kann (bei den Signalbildern grün-gelb-horizontal und grün-gelb-vertikal). Die Zahl, multipliziert mit 10, ergibt die erlaubte Höchstgeschwindigkeit in km/h. Fehlt ein solches Schild sowie die Anzeige der zu erwartenden Höchstgeschwindigkeit durch eine gelbe Zahl, so ist eine Höchstgeschwindigkeit von 40 km/h zu erwarten

Neben diesen Lichtsignalen gibt es noch Zwergsignale, die ausschließlich für kleine Bewegungen relevant sind:
- Schwarzer dreieckiger Signalschirm mit zwei horizontal nebeneinander angeordneten weißen Lichtern: Halt für kleine Bewegungen.
- Schwarzer dreieckiger Signalschirm mit zwei diagonal übereinander angeordneten weißen Lichtern: Vorbeifahrt für kleine Bewegungen erlaubt.

## Geschwindigkeitstafeln
Mit den folgenden Schildern wird die Streckenhöchstgeschwindigkeit angezeigt. Die jeweilige Zahl multipliziert mit 10 ergibt die jeweils gültige Höchstgeschwindigkeit in km/h.
| Dauerhaft | Beschreibung | Vorübergehend |
| --------- | --- | ------------- |
|           | Referenzgeschwindigkeitstafel (frz.: panneau de vitesse de référence): zeigt die Referenzgeschwindigkeit der Strecke an. Ab dem Schild gilt diese Geschwindigkeit als zulässige Höchstgeschwindigkeit. |               |
|           | Ankündigungstafel (frz.: panneau d’annonce): kündigt eine Geschwindigkeitsreduzierung an. Die reduzierte Geschwindigkeit gilt ab der folgenden Anfangstafel. |               |
|           | Anfangstafel (frz.: panneau d’origine): markiert den Beginn eines Abschnitts mit reduzierter Geschwindigkeit. Die Zahl kann auch fehlen, dann gilt die per Ankündigungstafel angekündigte Höchstgeschwindigkeit. |               |
|           | Abschnitts-Endetafel (frz.: panneau de fin de zone): markiert das Ende eines Abschnitts mit reduzierter Geschwindigkeit. Ab dieser Tafel darf mit der angezeigten Geschwindigkeit weitergefahren werden. - die obere Version der Tafel wird verwendet, wenn die angezeigte Geschwindigkeit geringer ist als die Streckengeschwindigkeit - die untere Version wird zwischen einer Ankündigungstafel und einer Anfangstafel an Stellen aufgestellt, an denen ein Zweiggleis mit geringer Höchstgeschwindigkeit einmündet. |               |

## Andere Tafeln (Auswahl)
| Bild | Bedeutung |
| ---- | --- |
|      | Streckenmarkierung (frz.: panneau repère de ligne): zeigt die Streckennummer der befahrenen Strecke an.                                                                   |
|      | Fahrdrahtende (frz.: panneau repère de fin de ligne de contact): zeigt das Ende des mit Fahrdraht überspannten Gleisesabschnitts an.                                      |
|      | Bügel-ab-erwarten (frz.: panneau d’annonce d’abaissement des pantographes): kündigt ein Bügel-ab-Signal an.                                                               |
|      | Bügel-ab (frz.: panneau d’exécution d’abaissement des pantographes): zeigt den Beginn eines Gleisabschnitts an, der nur mit gesenktem Stromabnehmer befahren werden darf. |
|      | Bügel-an (frz.: panneau de relèvement des pantographes): zeigt das Ende eines Gleisabschnitts an, der nur mit gesenktem Stromabnehmer befahren werden darf.               |